# فستی ابوسله
فستی ابوسله (انگلیسی: Festy Ebosele؛ زادهٔ ۲ اوت ۲۰۰۲) بازیکن فوتبال اهل جمهوری ایرلند است.
وی همچنین در تیم‌های ملی فوتبال زیر ۱۶ سال، زیر ۱۷ سال، زیر ۱۹ سال، زیر ۲۱ سال و بزرگسالان جمهوری ایرلند بازی کرده‌است.